# Robert de Fitz-James
Pour les articles homonymes, voir Fitz-James (homonymie).
Le comte Robert de Fitz-James, né le 25 juin 1835 et mort le 23 septembre 1900, est un aristocrate français du XIXe siècle.

## Biographie
Robert de Fitz-James est le fils d'Henri Charles François de Fitz-James (1805-1883) et de son épouse, née Cécile de Poilly (1814-1856).
Il épouse à l'âge de quarante-neuf ans le 15 mai 1886 une juive autrichienne de petite naissance mais très fortunée, Rosalie von Gutmann (1862-1923) qui a vingt-quatre ans, et qui tient dès lors un salon réputé. Ils n'ont pas d'enfants. 
Boni de Castellane évoque « Le ronchonneux comte Robert de Fitz-James, type de clubman aristocratique, ancien marin, avec des dons multiples ; il dessinait à merveille, quoique peu préoccupé des choses de goût. Très sévère pour ceux qui agissaient comme lui, il adorait jalousement toutes les femmes et quelques-unes en particulier. Sa nature avait été changée par notre régime. Il serait devenu sans doute un grand homme en un temps moins démocratique s'il avait occupé la situation à laquelle sa naissance et ses aptitudes lui donnaient droit. » (Comment j'ai découvert l'Amérique, 1986, page 55).
Il était proche de la comtesse de Chevigné, l'un des modèles de la duchesse de Guermantes du roman de Marcel Proust,  À la recherche du temps perdu (elle éconduit le futur écrivain, de sa phrase fameuse « Fitz-James m'attend »), et ami de Charles Haas, du prince de Sagan, du général de Galliffet et de Louis de Turenne qui ont inspiré Proust. C'était un habitué du salon de la duchesse de La Trémoille.
Proust précise dans La Recherche que, dans les salons aristocratiques, « Fitz-James » se prononce « Fitt-jam » ainsi qu'on peut lire dans La Prisonnière, p. 43.